# Spurius Ligustinus
Spurius Ligustinus war ein Römer sabinischer Abstammung, aus der Tribus Crustumeria, der vermutlich um das Jahr 220 v. Chr. als Sohn eines Kleinbauern geboren wurde. Er war mit seiner Cousine verheiratet, Vater von sechs Söhnen sowie zwei Töchtern und zum Zeitpunkt seiner Erwähnung etwa 50 Jahre alt. Der Veteran hatte bis dahin 22 Jahre im Militärdienst gestanden.

## Historischer Hintergrund
Nach dem Sieg über Karthago im zweiten punischen Krieg war um 200 v. Chr. ein Machtvakuum im westlichen Mittelmeerraum entstanden, das konsequent die Expansion der Römer auf der iberischen Halbinsel nach sich zog. Auch der östliche Mittelmeerraum rückte in die Interessensphäre Roms. Dadurch war die zur Weltmacht aufstrebende Römische Republik längerfristig in bewaffnete Konflikte mit ständig neuen Feldzügen verwickelt. Diese militärischen Interventionen bedingten einen fortwährenden Bedarf an wehrfähigen Kombattanten, der aus der römischen Bürgerschaft und von den Bundesgenossen Italiens gestellt werden musste. Neben der für römische Bürger bestehenden Wehrpflicht, die vom 17. bis zum 46. Lebensjahr galt – Roms Bundesgenossen, die Hilfstruppen zu stellen hatten, rekrutierten vermutlich ähnlich –, existierte zu dieser Zeit kein Berufsheer, sondern ein Milizheer, das sich überwiegend aus Einberufenen und Freiwilligen zusammensetzte. Die Legionen wurden bei Bedarf neu ausgehoben und nach dem Feldzug aufgelöst. Die Mehrheit der Soldaten kehrte zurück auf ihre Bauernhöfe, um auf diesen ihren eigentlichen Lebensunterhalt zu erwirtschaften. 
Die kontinuierliche Zunahme und die immer länger andauernden Kampagnen machten es dem im Felde stehenden Bürger immer schwerer, sein Auskommen mit dem Landgut in der Heimat zu bestreiten. In der neueren Forschung ist man jedoch von der These eines Niedergangs des Kleinbauerntums abgekommen.
Eine alternative, lukrativere Erwerbstätigkeit stellte die freiwillige Teilnahme an den Kriegszügen dar, da der Soldat bei einem erfolgreich abgeschlossenen Feldzug an der Beute beteiligt wurde. Die Höhe des Anteils orientierte sich am Dienstgrad, den der Soldat innegehabt hatte. Die bekleidete Funktion in einem vorhergehenden, abgeschlossenen Krieg unterlag jedoch keinem Bestandsschutz. So standen die begehrten, für den einfachen Bürger erreichbaren Führungs- und Funktionsstellen in einer auszuhebenden Legion neu zur Disposition.

## Werdegang des Spurius Ligustinus
Wegen des anstehenden Krieges im Jahr 171 v. Chr. gegen den Makedonenkönig Perseus wurde eine Aushebung von zwei Legionen vorgenommen. Neben den einfachen Mannschaftsrängen waren die attraktiveren Unter- und Offiziersstellen vakant. Aufgrund der zu erwartenden Beute war die Anzahl der Bewerber höher als die zur Verfügung stehenden Posten, so dass Unmut unter den Bewerbern aufzukommen drohte.
In der einberufenen Volksversammlung vor dem Senat auf dem Forum Romanum wurde dem Spurius Ligustinus auf seine Bitte durch den Konsul P. Licinius Crassus das Wort erteilt. Hier schilderte der Veteran anschaulich, neben seinen sozialen Verhältnissen, seine militärische Karriere.
Ausgehoben im Alter von 20 Jahren nahm er 201 v. Chr., in Ableistung seiner Dienstpflicht als einfacher Legionär, am Feldzug in Makedonien teil. Bereits nach zwei Jahren wurde er in den Rang eines Centurio befördert. Unmittelbar nach Kriegsende diente er 195 v. Chr. dann freiwillig unter dem Konsulat des Marcus Porcius Cato auf dem Kriegsschauplatz in Spanien, wo er durch Tapferkeit weiter in der Hierarchie der Centurionen aufstieg. Seine Ernennung zum primus pilus erhielt er unter dem Konsulat des Manius Acilius Glabrio im Römisch-Syrischen Krieg, wo er in der sogenannten Zweiten Schlacht bei den Thermopylen kämpfte. Es folgte eine mehrmonatige Verwendung in Italien, der sich um 182 v. Chr. zwei weitere Kampagnen in Spanien anschlossen. Im Verlauf seiner Dienstzeiten wurde Spurius Ligustinus mehrfach mit militärischen Auszeichnungen (dona militaria) geehrt. Mit dem Prätor Quintus Fulvius Flaccus nahm er neben anderen Ausgezeichneten an einem Triumphzug teil, um anschließend auf Bitten des Prätors Tiberius Sempronius Gracchus wieder nach Spanien in den Militärdienst zurückzukehren.
Am Ende seiner Ansprache betonte der Veteran, dass die erneute Freiwilligenmeldung nicht der persönlichen Ruhmsucht und Bereicherung diene, sondern der uneigennützigen Pflichterfüllung gegenüber dem Gemeinwesen. Daher sei er bereit, jeden ihm zugewiesenen Rang anzunehmen.
Nach dieser Rede wurde dem Spurius Ligustinus die Stelle des ersten Centurio zugesprochen. Die anderen Mitbewerber akzeptierten bereitwillig ihre Herabstufung in die niederen Ränge.

## Auszeichnungen
- Spurius Ligustinus erhielt 34 nicht näher beschriebene Auszeichnungen oder Belobigungen. Hierbei könnte es sich um Zuwendungen in Form von Phalerae, Armillae und Torques gehandelt haben.
- Spurius Ligustinus erhielt für die Rettung von Kameraden sechsmal die Corona civica (Bürgerkrone).
- Teilnahme an einem Triumphzug.
- Beförderung zum Primus Pilus.

## Kampagnen
- Zweiter Makedonisch-Römischer Krieg
- Keltiberischer Krieg
- Römisch-Syrischer Krieg
- Keltiberischer Krieg

## Rezeption
Der Soldat Spurius Ligustinus wird nur bei dem Historiker Livius erwähnt. In der neueren Forschung wird es daher für möglich gehalten, dass es sich bei ihm nicht um eine historische, sondern um eine fiktive Person gehandelt haben könnte. Es wird in Betracht gezogen, dass Livius die gesellschaftlichen und strukturellen Veränderungen, die forcierend nach dem zweiten punischen Krieg in der römischen Welt eintraten, mit der Gestalt des Spurius Ligustinus gleichnishaft und insbesondere den römischen Mittelstand idealisierend personifizieren wollte.